# 林曉輝
林曉輝（1973年12月21日—)，廣東潮陽縣（現汕頭市潮南區）人，偉祿集團、深圳市偉祿科技股份有限公司和深圳市夏浦光電技術有限公司的創辦人及主席、先施有限公司主席、林曉輝基金會主席，兼全國政協委員、香港特別行政區第六屆選舉委員會委員、深圳市政協常委、深圳市工商聯副主席及福田區工商聯主席。

## 生平

### 事業發展
林曉輝及其配偶蘇嬌華女士於2005年分別創立偉祿集團、深圳市偉祿科技股份有限公司及深圳夏浦光電技術有限公司，從事電腦顯示器、液晶電視代工生產，後來轉為研發及生產自家品牌電腦CRT/LCD顯示器、手機等電子產品。據政府官方數據顯示，深圳市偉祿科技股份公司在“2012年中國民營進出口額前500家企業”中排行第12名 、 在“2012年中國進出口額前500家企業”排行第169名 ，全年進出口額達至18億多美元；在“2013年中國民營進出口額前500家企業”排行第67名、在“2013年中國進出口額前500家企業”排行第439名，全年進出口額達至8億多美元。
自2011年起，林曉輝開始着手房地產項目開發，以偉祿集團名義與深圳市福田區政府合作，出資並合辦企業人才房項目——在深圳市龍華新區（今龍華區）開展「觀瀾（偉祿）保障性住房項目」（又名「偉祿雅苑」），於2012年3月正式施工。項目位於寶安區觀瀾街道環觀南路，占地面積約3.3萬平方米，總建築面積約23萬平方米，容積率為5.55；其中保障性住房面積12.7萬平方米，商業辦公面積5.11萬平方米，其他配套設施面積0.49萬平方米，共建設2016套保障性住房。另外，林曉輝在光明新區（今光明區）開展「偉祿科技園」建築項目。該項目建築面積為6.82萬平方米，由深圳市偉祿科技控股有限公司建設、深圳市同濟人建築設計有限公司設計，國家標識等級為一星，市級標識等級為銅級。 該項目於2018年1月17日完成竣工環境保護驗收受理程序。
2014年3月向昌明投資大股東雷勝明提出全購要約，以總金額近2.36億元，即約53.25%股權入主昌明投資
，並把昌明投資改名為偉祿集團控股有限公司，出任董事會主席一職。2018年1月，林曉輝以上市公司斥資62.2億元人民幣收購位於上述提及的偉祿雅苑商業部分、偉祿科技園以及一塊位於光明區的閒置土地，四月完成收購。。
2020年6月，偉祿集團宣佈向先施提出全面收購，於2021年7月5日正式完成收購事項，其後經特別股東大會投票，林曉輝正式成為先施主席。

### 公職
自2006年後，林曉輝當選成為中國人民政治協商會議深圳市福田區委員會委員，2009年當選為中國人民政治協商會議深圳市福田區委員會常務委員，2010年當選為中國人民政治協商會議廣東省深圳市委員會委員。出任中國人民政治協商會議廣東省深圳市委員會委員以來，曾發表有關「布置並建構連廊系統」 及「優化通關口岸」 等的提案建議 。2018年8月6日，林曉輝在深圳市福田區工商聯合會福田區工商業聯合會（總商會）（簡稱福田區工商聯）第四次會員代表大會暨四屆一次執委會（理事）會議，獲得投票一致通過，成功當選為福田區工商聯主席。2019年1月19日，林曉輝在深圳市政協六屆五次會議裡，獲政協深圳市委員會頒發「2018年度政協履職優秀個人獎」。
2020年5月，成為香港再出發大聯盟成為聯署共同發起人其中一員，支持香港特區政府「撑企業，保就業，振經濟，紓民生」。
2020年6月，以的士司機從業員總會會長身份支持全國人大通過涉港國安立法。。
2020年7月，帶領的士司機從業員總會組織近百輛出租車舉行巡遊活動，表達總會對於慶祝香港回歸23周年的喜悅心情。
2020年10月，接受中國中央電視台新聞頻道訪問，就中共中央總書記習近平在深圳經濟特區建立40周年慶祝大會上的重要講話，表達見解。
2021年3月，接受中國中央電視台新聞頻道訪問，就完善香港選舉制度表達見解。
2021年7月，帶領的士司機從業員總會組織慶祝建黨百隻及香港回歸24周年，接受中國中央電視台新聞頻道訪問。

### 私人生活
2007年，林曉輝與配偶蘇嬌華通過香港入境事務處的優秀人才入境計劃獲得香港身份證，於2014年正式移居香港。

## 財富及排名
- 2018年1月29日，界面發佈了「2018中國最富1000人」榜單，林曉輝夫婦排名第833位，財富達36億元人民幣。[28][29]
- 2020年3月24日，界面發佈了「2020中國最富1000人」榜單，林曉輝排名第694位，財富達45億元人民幣。[30][31]
- 2022年11月8日，據胡潤百富榜公佈，李曉輝夫婦以80億元人民幣財富位列《2022衡昌燒坊·胡潤百富榜》第795位。[32]

## 外部連結
- 偉祿集團官方網 （页面存档备份，存于）
- 深圳偉祿集團官方網 （页面存档备份，存于）
- 偉祿亞太證券 （页面存档备份，存于）
- 偉禄環保株式会社 （页面存档备份，存于）
- 先施 （页面存档备份，存于）